# Moses Löb Bamberger

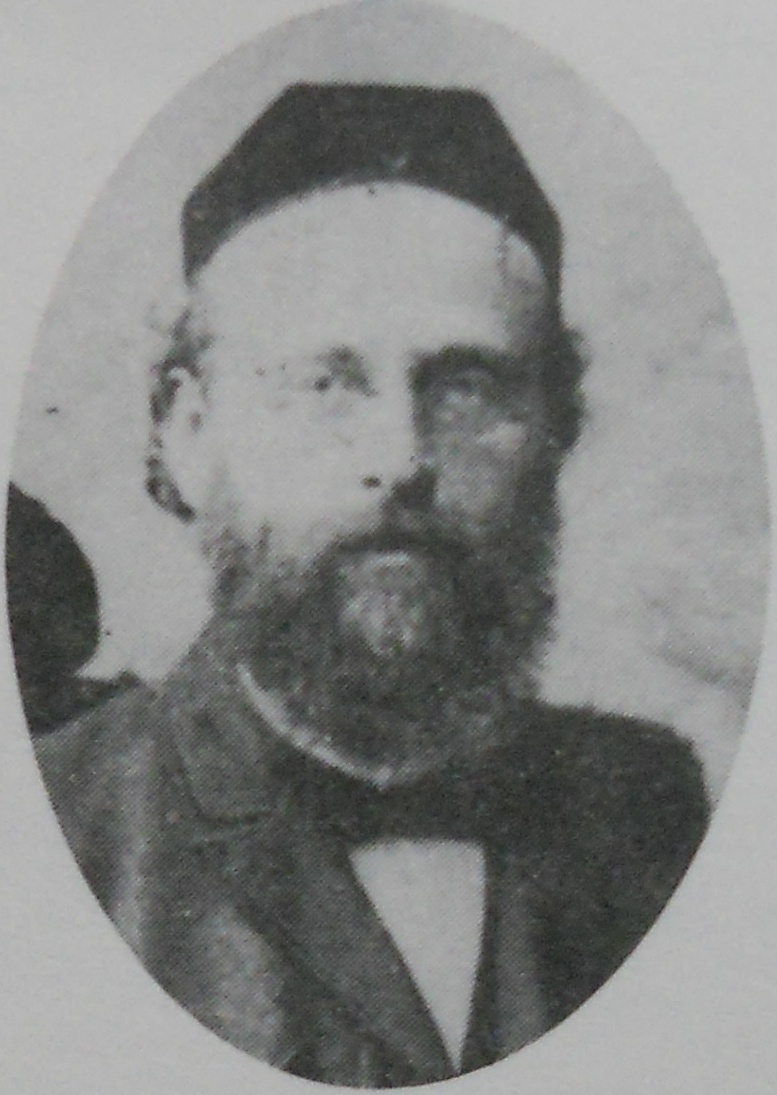
Moses Löb Bamberger

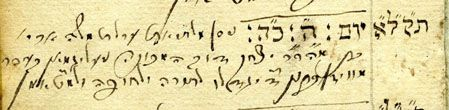
Geburtseintrag am 19. April 1838 über M. L. Bambergers Geburt am 12. April

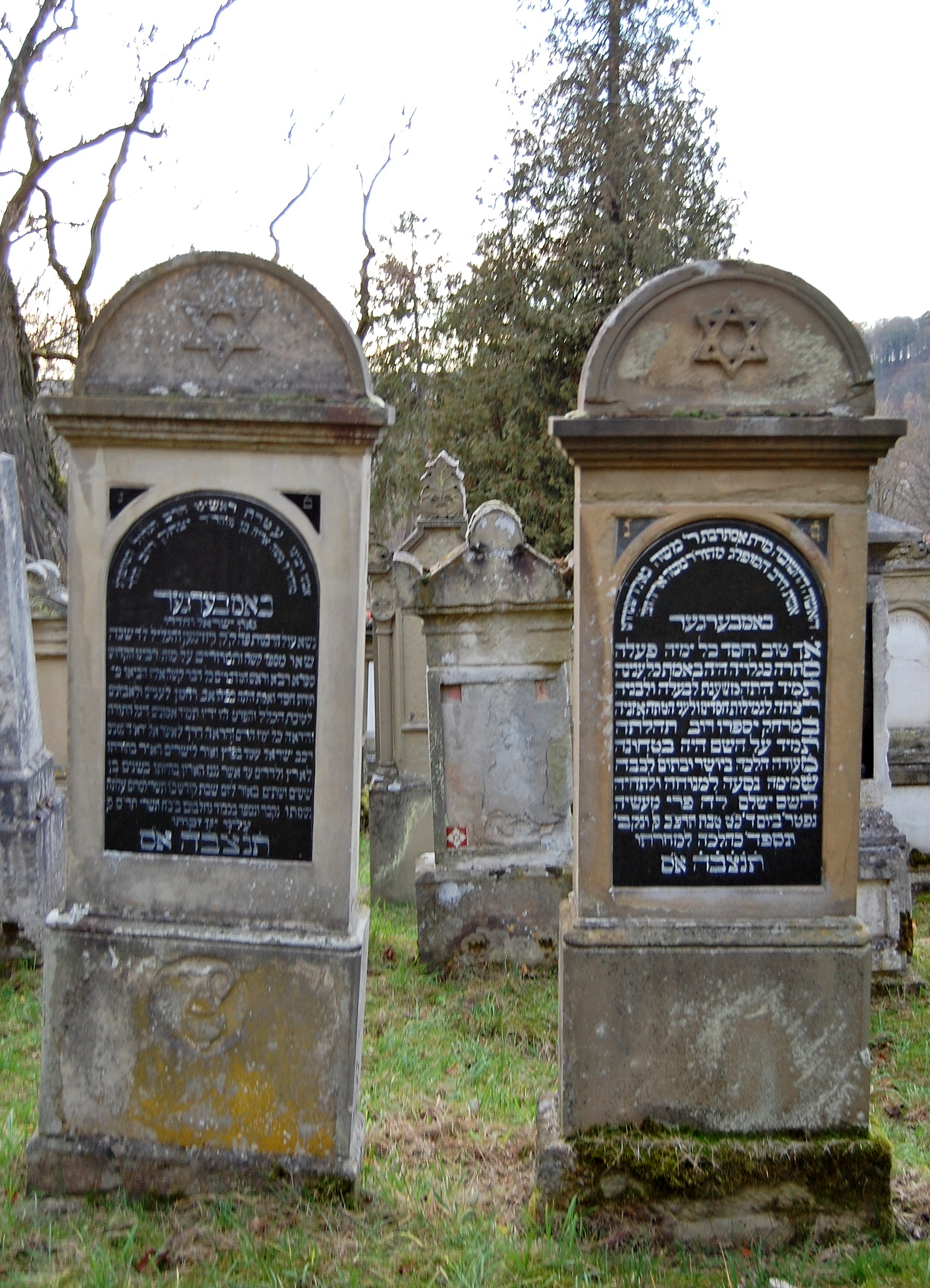
Grabsteine des Ehepaares Bamberger auf dem Jüdischen Friedhof in Bad Kissingen

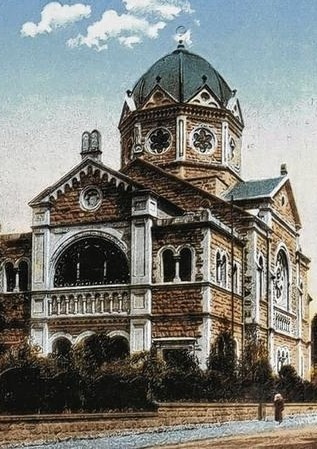
Die Neue Synagoge von Bad Kissingen, geweiht am 14. Juni 1902

Moses Löb (Moyse Aryé ben Isaac Dov ha-Levi) Bamberger (geboren am 12. April 1838 in Wiesenbronn, Landkreis Kitzingen; gestorben am 29. September 1899 in Bad Kissingen) war von 1867 bis zu seinem Tod im Jahr 1899 der Rabbiner des Distriktsrabbinats Bad Kissingen.

## Leben
Er war ein Sohn des bekannten Würzburger Rabbiners Seligmann Bär Bamberger und der Kela Wormser (1804–1881) und der Onkel seines Bad Kissinger Amtsnachfolgers Seckel Bamberger, der durch die Heirat mit seiner Tochter Nanette zugleich sein Schwiegersohn wurde. Er selbst heiratete im Jahr 1867 Sara Ettlinger (1842–1871), die Tochter des Altonaer Oberrabbiners Jakob Ettlinger und nach deren frühem Tod in zweiter Ehe Esther Goldschmidt (1873–1923) aus Zell bei Würzburg.
Zunächst war Bamberger nach dem Tod des Distriktsrabbiners Gabriel Hirsch Lippman in Bad Kissingen ab 1865 nur als Rabbinatsverweser tätig. Schon bald nach seiner Wahl zum Distriktsrabbiner wurde Kritik an seiner Person laut: Bamberger soll ein „junger, wenig begabter Redner“, ein Rabbiner ohne „alle und jede Bildung“ gewesen sein und seine Wahl nur den familiären Verbindungen zu verdanken gehabt haben. Allerdings wurde er anlässlich seines 25-jährigen Dienstjubiläums im Jahr 1892 wegen seiner großen Gelehrsamkeit und innigen Frömmigkeit öffentlich gerühmt. Ihm zu Ehren wurde noch während der Jubiläumsfeier spontan eine „M. L. Bamberger'sche Stiftung“ gegründet.
In seiner Amtszeit wurde Anfang der 1890er Jahre der Beschluss gefasst, in Bad Kissingen eine neue, wesentlich repräsentativere Synagoge an der Maxstraße zu bauen, die spätere „Neue Synagoge“. Bamberger verstarb allerdings noch vor deren Fertigstellung. Im Jahr 1894 legte der Bad Kissinger Architekt Carl Krampf erste Baupläne vor. Die Synagoge im neoromanischen Baustil wurde am 14. Juni 1902 eingeweiht.
Da sein am 2. August 1900 gewählter Amtsnachfolger Dr. Seckel Bamberger erst im Jahr 1902 das Amt des Distriktsrabbiners in Bad Kissingen antreten konnte, übernahm zwischen 1899 und 1902 sein Bruder Nathan Bamberger aus Würzburg das Rabbinat in Vertretung.